# سابين مانويلا
سابين مانويلا (19 فبراير 1894 - 20 نوفمبر 1964) هو إحصائي وأخصائي ديموغرافي وطبيب روماني مولود في الإمبراطورية النمساوية المجرية. وقد كان ناشطًا قوميًا خلال الحرب العالمية الأولى، واشتهر بأبحاثه الرائدة في الإحصاء الحيوي لمنطقتي ترانسيلفانيا وبانات، وكان من مشجعي تحسين النسل والتدخل الاجتماعي. وبصفته خبيرًا في السياسة الحيوية والجيوسياسية، دعا مانويل إلى تقوية رومانيا الكبرى عبر النزوح السكاني أو الاستعمار أو الاستيعاب الذي ترعاه الدولة أو السياسات التمييزية.
دخل مانويلا مضمار السياسة الوطنية في أوائل الثلاثينيات من القرن العشرين، ممثلًا عن حزب الفلاحين الوطني بصفته عضوًا صغيرًا في مجلس الوزراء. ولكونه أحد تلاميذ عالم الاجتماع ديميتري غوستي، فقد ضمن له عضوية الأكاديمية الرومانية، ليدير أول معهد إحصائي في رومانيا. وخلال الحرب العالمية الثانية، صعد إلى الصدارة كمستشار خبير للديكتاتور الروماني يون أنتونيسكو، إذ أشاد بالتشريعات المعادية للسامية وجعل معاداة الغجر سياسة رسمية للدولة الرومانية. وكان من أوائل المفكرين الذين اقترحوا ترحيل اليهود الرومانيين والغجر إلى مقاطعة ترانسنيستريا المحتلة. بالإضافة إلى ذلك، شارك مانويلا في المواجهات الدبلوماسية بين رومانيا ومملكة المجر، حيث ناضل ضد خسارة شمال ترانسيلفانيا، ثم شن حملة لاستعادته.
بحلول عام 1944، أصبح مانويلا أحد معارضي أنتونيسكو، وتورط في انقلاب أغسطس الذي أطاح به. وظل ناشطًا على الساحة السياسية حتى بعد بدء الاحتلال السوفيتي، إذ شغل منصب وكيل وزارة الخارجية في حكومتين ائتلافيتين متتاليتين. واختلف مع الحزب الشيوعي الروماني، وهرب من البلاد قبل فرض النظام الشيوعي، وتعاون مع اللجنة الوطنية الرومانية. عاش سنواته الأخيرة في الولايات المتحدة، وعمل في جامعة ستانفورد ومكتب تعداد الولايات المتحدة.

## سيرته

### النشأة ونشاطه
وُلِد مانويلا في سامباتيني (باوليش)، مقاطعة أراد، على الحدود التقليدية بين منطقتي بانات وكريسانا، اللتان كانتا آنذاك في النمسا المجر. كان والده فابريتشيو مانويلا، رئيس كهنة روماني أرثوذكسي من ليبوفا. ولأن الأب فابريتشيو كان ناشطًا من أصل روماني، فقد حارب سياسة إضفاء الطابع المجري في المنطقة، متعاونًا مع عم سابين، فاسيل غولديتش، الذي كان مناضلًا بارزًا في الحزب الوطني الروماني. وقد لاحظ الباحث إم. بينجامين ثورن أن عائلة مانويلا لديها أيضًا تحيز عنصري ضد الغجر، والذي ربما شكل مواقف سابين السياسية. تلقى سابين تعليمه في المنزل وتخرج في وقت لاحق من المدرسة الثانوية في براشوف. والتحق سابين بكلية الطب بجامعة بودابست عام 1912، نظرًا إلى عدم تمكنه من متابعة دراسته باللغة الرومانية، لكنه ظل نشطًا في الدوائر القومية الرومانية، ونشر مقالات في الصحف السياسية. توقف عن دراسته من عام 1914 حتى عام 1918، حين شارك في الحرب العالمية الأولى. وعمل مسعفًا في الجيش النمساوي المجري، وشهد القتال على الجبهة الروسية، وأصيب خلال ذلك.
بحلول نوفمبر عام 1918، بعد تفكك إمبراطورية النمسا-المجر وإقامة الدمقراطية في المجر، كان مانويلا يعمل كطبيب في ليبوفا. واستأنف أنشطته القومية لدعم اتحاد كريسانا وترانسيلفانيا مع رومانيا، وانضم إلى الحرس الوطني الروماني وأصبح قائده المحلي. وفي ديسمبر، دعاه زملاؤه في الجامعة لتمثيلهم في التجمع الوطني الكبير في مدينة ألبا يوليا، حيث صوّت للاتحاد مع رومانيا. وجرت قراءة طلب الاتحاد من قبل عمه غولديتش؛ وحضر الحدث أيضًا والده فابريتشيو وشقيقه كميل مانويلا. وفي عام 1919 حصل على الدكتوراه في الطب. وقد تزوج بفيتوريا ليوكوتشيا في عام 1920، وهي من مواليد بانات، وأصبحت فيما بعد طبيبة وأنشأت بنية تحتية لتعليم التمريض في رومانيا. وكانت أيضًا ممثلة طلابية في ألبا يوليا.
عمل سابين بعد فترة وجيزة في جامعة كلوج (بابيش بولياي)، في البداية كرئيس لمستشفى الأطفال ومساعد المحاضر لفيكتور بابيش، ثم كرئيس لقسم الصحة الاجتماعية. وانطلقت مسيرته العلمية والتعليمية ومنشوراته بين عامي 1919 و1926. وقد جمع الآلاف من عينات الدم في جميع أنحاء ترانسيلفانيا، وكان رائدًا في دراسة علم الأمصال والمناعة، ونشر النتائج التي توصل إليها في المجلات العلمية الغربية. وخلال هذه الفترة، بدأ أيضًا بكتابة مقالات حول علم الأوبئة وتنظيم نظام الرعاية الصحية. قدم بابيش دراسة سابين Epidemiile din Transilvania (الأوبئة في ترانسيلفانيا) إلى الأكاديمية الرومانية، ونال مانويل جائزة الأكاديمية لعام 1921. وتضاعف هدف مشروعه ليصبح تحقيقًا في العلوم العرقية (العنصرية العلمية): اتبع مانويلا أفكار لودفيك هيرزفيلد حول «المؤشر العرقي»، واستنتج أن هناك مجموعة مصلية متميزة من شعوب البلقان، والتي كان الرومانيون نوعًا فرعيًا متميزًا منها. ناقش علماء الأمصال الآخرون الاستنتاج: جورجي بوبوفيتشيو، الذي خلص إلى أن بيانات مانويلا كانت غير صحيحة، وأن الرومانيين لم يكونوا عرقًا منفصلًا؛ أما بيترو رامانتساني فقد اعتقد أن مانويلا كان محقًا إلى حد كبير.
أصبح مانويلا مساعدًا للوليو مولدوفان، وهو رائد في مجال الصحة العامة الرومانية، ولكنه أيضًا مروج لعلم تحسين النسل - وهو مجال أثار اهتمام مانويلا أيضًا، الذي اقترح تعقيم المعاقين وتشجيع الولادة بين الأصحاء. وحصل على منحة روكفلر الدراسية، ليدرس الإحصاء الحيوي في جامعة جونز هوبكنز للطب في بالتيمور في العامين 1925-1926. وأثناء زيارته لمختبر تشارلز دافنبورت، أصبح مقتنعًا بأن تحسين النسل الليبرالي الأمريكي كان نموذجًا قابلًا للتطبيق بالنسبة لرومانيا. وتبعت فيتوريا زوجها إلى أمريكا، وقد كانت أيضًا باحثة في روكفلر. تحمست للعمل الاجتماعي والتدخل، وأصبحت لاحقًا ناشطة نسوية محافظة صريحة. وفي غضون ذلك، استقر كاميل مانويلا في تيميشوارا وأصبح شخصية بارزة في مجتمع الأعمال، وفي النهاية أمينًا لغرفة التجارة والصناعة في بانات. وفي عام 1925، كان رئيسًا لاتحاد كرة القدم الروماني.

### النزوح السكاني في بوخارست وتعداد عام 1930
عند عودة مانويلا، عُين مفتشًا عامًا للصحة العامة في ترانسيلفانيا. وفي عام 1927، ألقى محاضرات عن تحسين النسل والسياسة الحيوية في جمعية أسترا. وأسس مركزًا لأبحاث السياسة الحيوية والقياسات الحيوية في جامعة كلوج، وبدأ التعاون مع عالم تحسين النسل شيلدون سي ريد في «القضايا البيولوجية».
أيضًا في عام 1927، انتقل مانويلا إلى العاصمة الوطنية بوخارست، حيث بدأ التعاون مع ديميتري غوستي ومع المدرسة الإحصائية في أوكتاف أونيتشيسكو. وبالتركيز على السياسة الحيوية، أخذته أبحاثه إلى استكشاف التركيبة السكانية المحلية والتاريخ الديموغرافي. وكان نشطًا بشكل خاص في مجال «التشخيص الإثنوديموغرافي»، وهو أحد أوائل الرومانيين وعدد قليل منهم ممن تولى هذه المهمة. ووفقًا لزميله الإحصائي نيكولاس جورجيسك روغين، فإن «تنظيمه للإحصاءات الحيوية في رومانيا كان نموذجًا دوليًا».
في عام 1929، التحق بمعهد غوستي الاجتماعي الروماني، وفي ذلك العام، شارك مع خمسة أطباء آخرين في حملة كتابة دراسة بإشراف غوستي في قرية دراغوش بالقرب من فاغراش. على هذا النحو، قاد عمليات التعداد السكاني على مستوى البلاد لعام 1930، برعاية مؤسسة روكفلر، بعد ذلك قاد معهد الديموغرافيا والتعداد. وفي المعهد الاجتماعي، بموافقة غوستي، أنشأ قسمًا لتحسين النسل وعلم الإنسان الحيوي. تحت إشراف غوستي وبتمويل من مؤسسة روكفلر، أنشأ مانويلا وزوجته أيضًا مدرسة بوخارست للعمل الاجتماعي، والتي بدأت بنشر مُثُل تحسين النسل. كانت تقع على أراضي جمعية الشبان المسيحيين، وكان من بين المحاضرين هنري إتش شتال وفرانسيسك راينير وجورجي بانو وميرسيا فولكونيسكو وزينيا كوستا فورو.